# De Buyer
de Buyer Industries (prononcé en français [dəbɥije],) est une entreprise française d'ustensiles de cuisine et de pâtisserie, fondée en 1830 au Val-d'Ajol (Vosges) où elle est toujours implantée. Depuis la deuxième moitié du XIXe siècle, elle était propriété de la famille de Buyer avant d'être rachetée en 2015 par la société Edify, puis revendu en 2025 au groupe Groupe SEB.
Ces produits sont destinés aux professionnels mais sont également accessibles aux particuliers.

## Histoire

Armes de la famille de Buyer.

Une manufacture de métallurgie est fondée en 1830 au lieu-dit de Faymont sur la commune française du Val-d'Ajol, située dans le département des Vosges, en Lorraine. À ses débuts, la société produit des métaux en feuilles puis des ustensiles en fer battu de façon artisanale en utilisant du minerai de fer extrait des montagnes environnantes, avant de s'industrialiser progressivement de 1850 à 1950 sous la direction de la famille de Buyer qui acquiert le site de production en 1867. En 1957, Hervé de Buyer entre dans l'entreprise en tant que démonstrateur, il en prend la direction en 1988. Face à la concurrence de la grande distribution et des pays émergents, il décide de réorienter la production sur le haut de gamme.
Le 25 janvier 1996, la société devient la société par actions simplifiée « De Buyer industries », enregistrée à Épinal, sous le numéro d'immatriculation 403 467 574. En 2014, le capital social s'élève à 3,696 millions d'euros. La même année l'entreprise investit 6 millions d’euros pour démolir son ancien site de production et reconstruire une nouvelle usine.
Le 13 juillet 2015, les actions d'Hervé de Buyer sont rachetées par la société luxembourgeoise Edify pour favoriser le développement à l'international. La création d'un centre de recherche et développement est décidé pour 2016.
Le 29 mars 2020, Hervé de Buyer meurt du Covid-19 à l'age de 87 ans.
En janvier 2025, la société est rachetée par le groupe Seb.

## Locaux et personnel
En 2015, la société emploie 158 personnes, dont 118 dans les ateliers. Ces derniers accueillent 350 machines. La société dispose d'une nouvelle usine de 3 400 m2 incluant des bureaux, un showroom en terrasse et un centre de recherche et développement,. Ce site, qui accueille également le siège social de l'entreprise, a pour adresse, le 25 Faymont au Val-d'Ajol.

## Produits
Elle produit environ 3 000 types d'articles, comme des batteries de cuisine en acier, acier inoxydable, cuivre ou encore aluminium antiadhésif, ainsi que des mandolines, des moules en silicone et des ustensiles de pâtisserie. Les produits de l'entreprise sont destinés aux professionnels, mais sont également accessibles aux particuliers, dans des boutiques spécialisées. Le directeur certifie : « Nous sommes la seule entreprise au monde à travailler sur le même site à la fois l'acier, le cuivre, l'inox, l'aluminium, la silicone et la fibre de carbone. On est capables de fabriquer manuellement à l'unité un moule pour un pâtissier comme le produire en série ».
La société exporte la moitié de sa production dans 91 pays,. En 2016, les ventes sont effectués à 60 % en direction des professionnels et pour 40 % des particuliers.
Durant l'été 2016, de Buyer acquiert la société Marlux, alors en difficulté, spécialisée dans les moulins à sel et à poivre. La production est transférée de Montreuil vers Le Val-d'Ajol mais la marque est conservée.

## Historique des logos
Le logo a évolué, le B stylisé rouge est devenu blanc et le fond gris marqué de fleurs de lys noires devient un fond uni rouge.

Années 2000.
Années 2010.
Logo depuis 2017.

## Distinctions
La société de Buyer fait partie de l'association « Lorraine, terre de luxe » qui réunit quatorze entreprises dites « prestigieuses » de la région. Elle possède également le label « Entreprise du patrimoine vivant. En septembre 2014, le  trophée « Les Chênes du Grand Est » est remis aux dirigeants par la Société générale ».